# Gałęzów (województwo pomorskie)
Gałęzów (kaszb. Gałãzowò, niem. Gallensow) (też: Gałęzowo) – wieś kaszubska w Polsce położona w województwie pomorskim, w powiecie słupskim, w gminie Dębnica Kaszubska, w otulinie Parku Krajobrazowego Dolina Słupi. Miejscowość jest początkiem ścieżki przyrodniczej „Okolice jeziora Głębokiego”. Znajduje się tu również leśniczówka „Gałęzowo”.
W latach 1975–1998 miejscowość administracyjnie należała do województwa słupskiego.

## Nazwa
Rada Języka Kaszubskiego proponuje kaszubską formę nazwy Gałãzowò.

## Cmentarz
W Gałęzowie znajduje się nieczynny cmentarz położony na południowy zachód od zabudowań wsi, w pobliżu jeziora. Jego granice są nieczytelne, teren został wyraźnie przekształcony i zniwelowany, także w wyniku gospodarki leśnej (obszar cmentarza porasta młody, regularnie nasadzony las). Z map historycznych wiadomo jednak, że został założony na planie zbliżonym do prostokąta, na dość dużej powierzchni, porównując do innych cmentarzy w okolicy. W całości i w oryginalnym miejscu zachowało się niewiele płyt nagrobnych. Te, które przetrwały, ułożone są w linii wschód-zachód. Ponadto liczne są różne fragmenty nagrobków, między innymi kamienny krzyż z rokiem pochówku 1940.

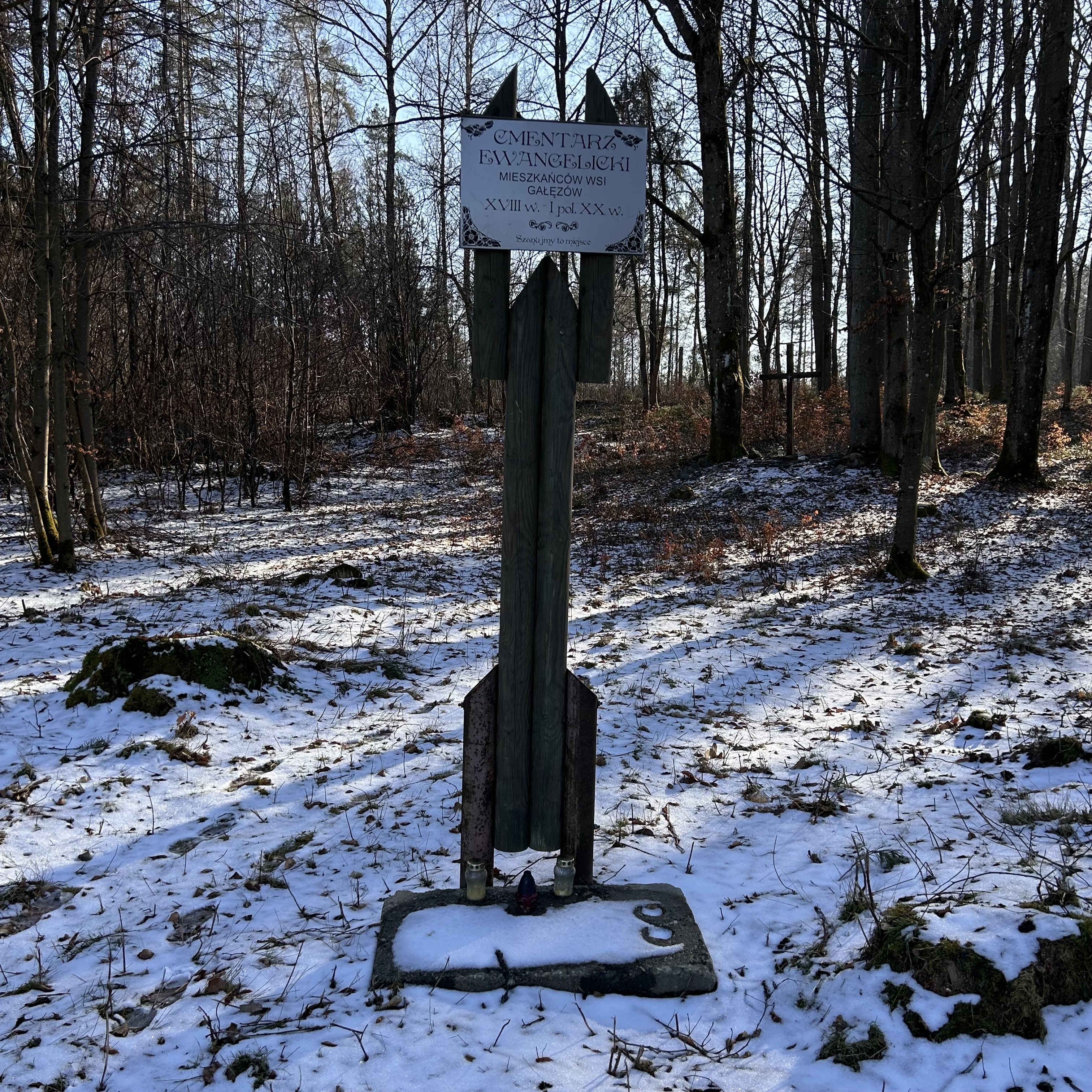
Tablica informująca o nieczynnym cmentarzu ewangelickim w Gałęzowie
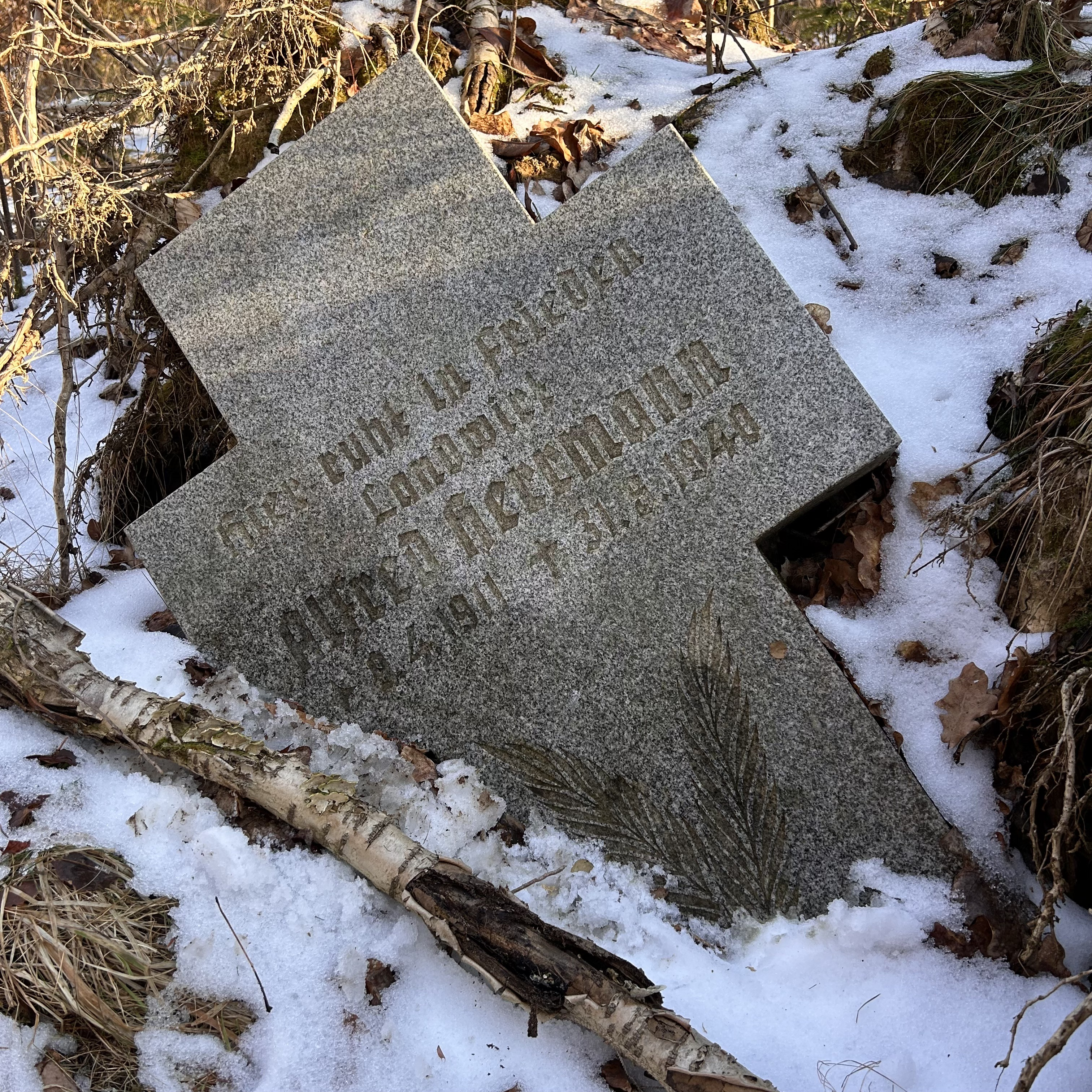
Kamienny krzyż nagrobny wskazujący na pochówek Alfreda Hermanna (1911-1940), jednego z właścicieli ziemskich Gałęzowa
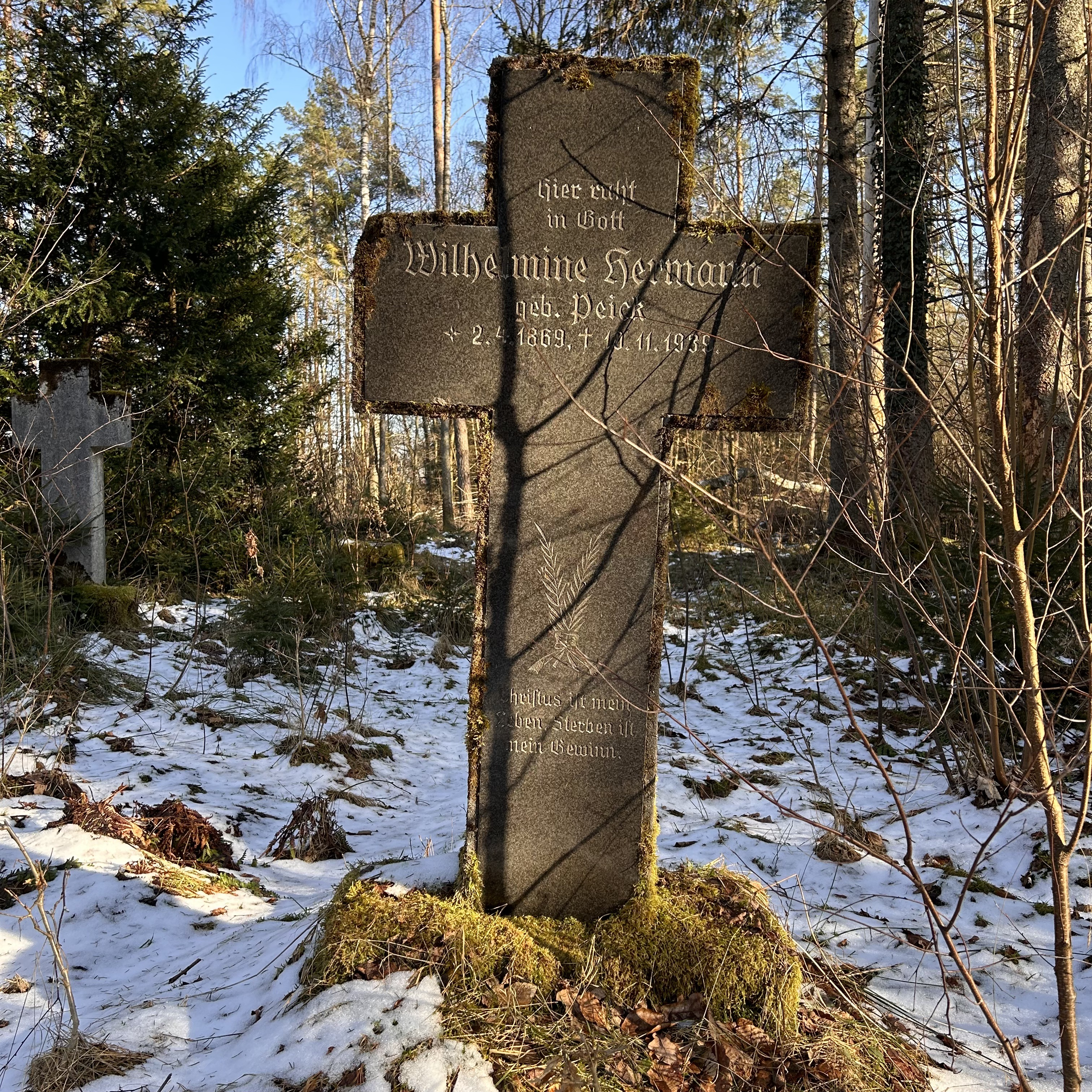
Krzyż nagrobny wskazujący na pochówek Wilhelminy Hermann (zd. Peick, 1869-1939)
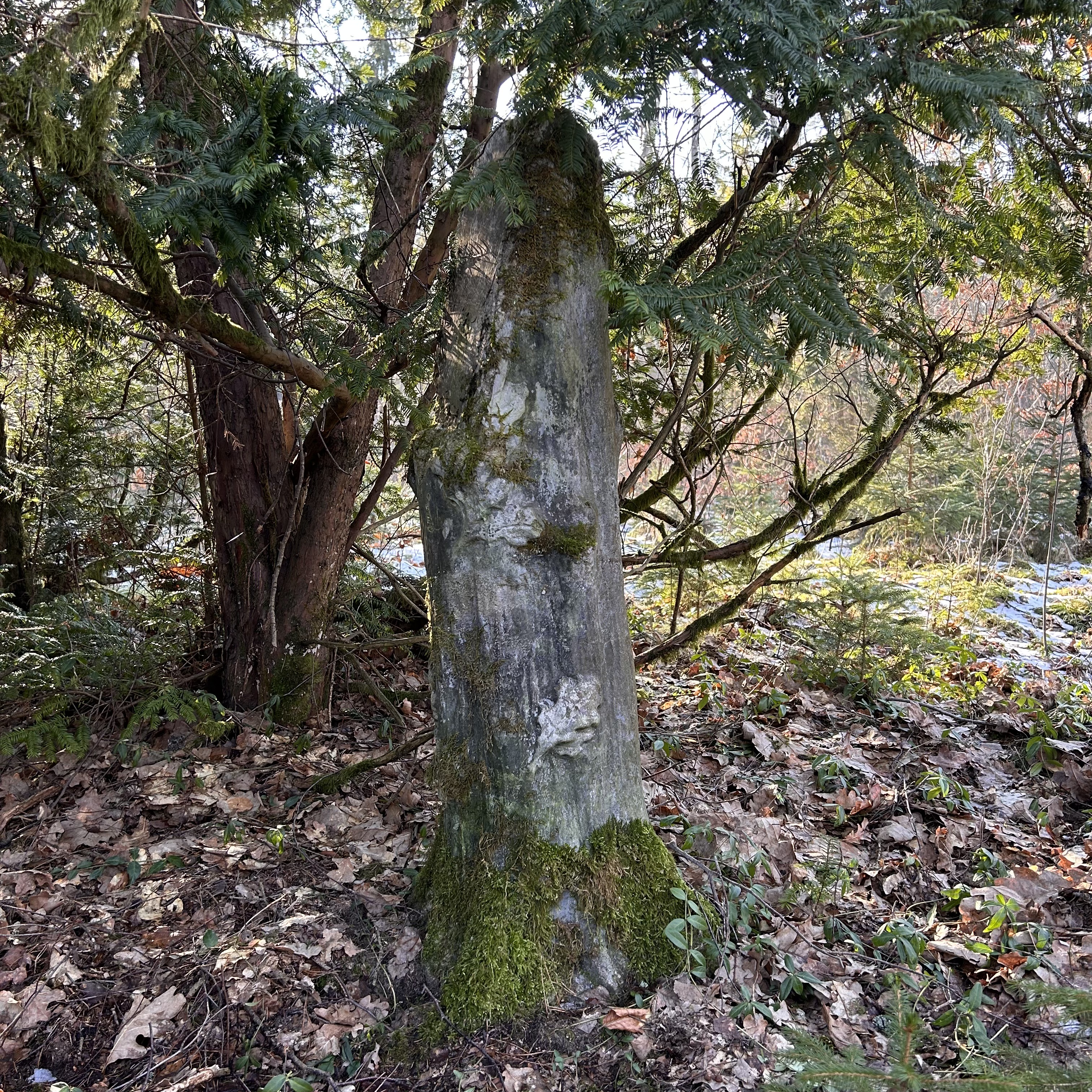
Nagrobek w kształcie pnia drewna z motywami roślinnymi, bez tablicy inskrypcyjnej